# Велимир Кевац
Велимир Кевац (Црквено, Кључ, 2. фебруар 1960) је потпуковник Војске Републике Српске, пуковник Војске Србије и ванредни професор. Током Одбрамбено-отаџбинског рата командовао је 17. кључком лаком пјешадијском бригадом.

## Биографија
У Кључу је 1978. завршио гимназију, у Сарајеву 1982. Војну академију копнене војске, смјер пјешадија, а у Београду 1999. Генералштабну школу и 2002. Школу националне одбране. Прије ступања у ВРС, био је помоћник начелника Штаба Војнопоморског упоришта Ластово 8. војнопоморског сектора Ратне морнарице Југословенске народне армије, у чину капетана I класе. У ВРС је био од 13. маја 1992. до 14. априла 1997. Службу у ВРС завршио је као командант лаке пјешадијске бригаде, у чину потпуковника. Службу је наставио у Војсци Југославије, гдје је обављао дужности у здружено-тактичким и оперативним јединицама и командама. У чин пуковника унапријеђен је 31. децембра 2000. На Војној академији у Београду изабран је 2004. у звање доцента, а 2006. за ванредног професора. Пензионисао се 30. октобра 2014. У ЈНА је одликован Орденом за војне заслуге са сребрним мачевима, а у ВЈ Медаљом за заслуге у области одбране и безбедности и Орденом у области одбране и безбедности III степена.